# Зобатые бегунки аттагисы
Зобатые бегунки аттагисы (лат. Attagis) — род птиц семейства зобатых бегунков. Представители рода распространены в Южной Америке.

## Описание
По внешнему виду и поведению похожи на маленьких куропаток или рябков, достигают длины 27—30 см и массы 280—400 г. Характеризуются коротким клювом, короткими ногами с утолщёнными пальцами и длинными крыльями. Полёт быстрый и манёвренный. Питаются семенами и зелёной растительностью.

## Виды
В состав рода включают два вида:
| Изображение | Русское название     | Научное название  | Распространение                          |
| ----------- | -------------------- | ----------------- | ---------------------------------------- |
|             | Краснобрюхий аттагис | Attagis gayi      | от Эквадора до юга Чили и юга Аргентины  |
|             | Магелланов аттагис   | Attagis malouinus | юг Чили и юг Аргентины до Огненной Земли |